# Chrysops japonicus
Chrysops japonicus är en tvåvingeart som beskrevs av Christian Rudolph Wilhelm Wiedemann 1828. Chrysops japonicus ingår i släktet Chrysops och familjen bromsar. Inga underarter finns listade i Catalogue of Life.